# Виджевира, Рохана
Рохана Виджевира (синг. පටබැඳි දොන් නන්දසිරි විජෙවීර, англ. Rohana Wijeweera, полное имя — Патабенди Дон Джинадаса Нандашири Виджевира (Patabendi Don Jinadasa Nandasiri Wijeweera), 14 июля 1943 — 13 ноября 1989) — ланкийский политик-марксист, основатель Народно-освободительного фронта (Джаната Вимукти Перамуна).

## Биография
Родился 14 июля 1943 года на юге Шри-Ланки в семье активного члена Коммунистической партии Цейлона. Учился в школе. В 1959 году поступил в колледж Амбалангоды.
В сентябре 1960 года отправился в СССР, где учился в Университете дружбы народов и работал в колхозе в Молдавской ССР. В 1963 году он взял академический отпуск по болезни и вернулся в Шри-Ланку. Там при расколе Компартии Цейлона он присоединился к прокитайской коммунистической группе, и из-за этого ему не выдали визу в СССР.
15 мая 1965 года Рохана Виджевира основал марксистскую политическую партию Джаната Вимукти Перамуна (JVP). Затем он провёл ряд политических лекций.
В 1971 году предпринял попытку захвата государственной власти, известную как Апрельская революция 1971 года. Революция не удалась, Рохана Виджевира был арестован и приговорён к пожизненному заключению. После вынесения ему приговора произнёс знаменитую речь, слова которой «Нас могут убить, но наши голоса не заглушат» отсылали к фразе «История меня оправдает» Фиделя Кастро. Был освобождён в 1977 году пришедшей к власти оппозиционной политической партией.
В 1982 году баллотировался на президентских выборах, занял 3-е место, получив 4,19% голосов (273,5 тысяч).
В 1987—1989 годах возглавил второе восстание Джаната Вимукти Перамуна. В ноябре 1989 года Рохана Виджевира был застрелен. Убийство Виджевиры до сих пор не раскрыто — ходили слухи, что его убили (возможно, даже сожгли заживо) после взятия его в плен шри-ланкийской армией, в то время как министр обороны утверждал, что его убил пленённый вместе с ним товарищ.